# Jiří Novotný (Fußballspieler)
Jiří Novotný (* 7. April 1970 in Prag) ist ein ehemaliger tschechischer Fußballspieler.

## Leben
Jiří Novotný spielte in seiner Jugend für Baník Stochov, mit 14 Jahren wechselte er zu Sparta Prag, dem er bis 2003 treublieb, abgesehen vom ersten Halbjahr 1999, in dem er an Slovan Liberec ausgeliehen war. Mit Sparta gewann Novotný dreizehn Meistertitel. Im Februar 2003 wechselte er ablösefrei zum russischen Verein Rubin Kasan, für den er zwei Jahre spielte.
Anfang 2005 ging Novotný zum FK Siad Most in die 2. tschechische Liga und konnte dort im Juni 2006 den Aufstieg in die Gambrinus Liga feiern. In der Winterpause 2006/07 wechselte er zu Chmel Blšany, dem er zum Klassenerhalt in der 2. Liga verhalf. Im Sommer 2007 unterschrieb er einen Einjahresvertrag beim slowakischen Erstligisten MFK Ružomberok.
Im Juli 2008 wechselte Novotný zum tschechischen Zweitligisten FK Dukla Prag. Obwohl Novotný zum Stammpersonal gehörte, wurde sein Vertrag im Sommer 2009 aufgelöst, da sich der Verein entschied, auf jüngere Spieler zu setzen.
In der Saison 2009/10 spielte Novotný für den achtklassigen Prager Vorstadtklub Všenorský SK. Im Sommer 2010 wechselte er zum FK Varnsdorf in die zweite tschechische Liga, wo er seine Laufbahn Ende 2010 beendete.
Novotný, der 33 Länderspiele für die Tschechoslowakei und Tschechien bestritt, gilt als erfahrener Abwehrdirigent, zu dessen Stärken vor allem das Kopfballspiel gehört.